# Carlos Alberto Dias
Carlos Alberto Costa Dias (* 5. Mai 1967 in Brasília) ist ein ehemaliger brasilianischer Fußballspieler. 

## Karriere

### 1988 bis 1994
Er begann 1988 beim brasilianischen Verein Coritiba FC, wo er im ersten Jahr zwölf Spiele bestritt und drei Treffer erzielte. Im nächsten Jahr nahm er an acht Spielen teil und schoss viermal ins Tor. Nach zwei Jahren beim Verein, 20 gespielten Spielen und zwölf geschossenen Tore beendete er den Vertrag mit dem Verein und wechselte zum Verein Botafogo FR. Im ersten Jahr absolvierte er 17 Ligaspiele, ohne Torbeteiligung. Im nächsten Jahr kam er in 13 Spielen zum Einsatz und erzielte ein Tor. Sein letztes Jahr beim Verein war auch sein Erfolgreichstes, er absolvierte 23 Ligaspiele und erzielte vier Tore. Daraufhin kündigte er den Vertrag mit dem Verein. 1993 unterschrieb er einen Vertrag bei Grêmio Porto Alegre, bestritt dort lediglich vier Ligaspiele (zwei Tore). Im nächsten Jahr absolvierte er 15 Spiele für den Paraná Clube, fünfmal traf er in dieser Spielzeit.

### 1995 bis 1999
Nach acht Jahren bei brasilianischen Vereinen ging er zum ersten Mal in seiner Karriere ins Ausland. Zweimal ging er nach Japan, das erste Mal war er beim Verein Shimizu S-Pulse, wo er das erfolgreichste Jahr seiner Karriere hatte. In 32 Ligaspielen kam er Dias insgesamt auf 17 Saisontreffer. Danach kehrte er für ein Jahr wieder nach Brasilien zurück. Dort verbrachte er das Jahr 1996 beim Verein Paraná Clube, wie schon 1994. Nachdem Jahr in Brasilien kehrte er wieder für ein Jahr nach Japan zurück und war in diesem Jahr beim Verein Verdy Kawasaki, wo er zehn Spiele absolvierte und drei Tore erzielen konnte. Danach war er für drei torlose Spiele beim Verein Coritiba FC und in seinem letzten Jahr war er zum dritten Mal beim Verein Paraná Clube, wo er noch einmal zehn Spiele, ehe er am Ende der Saison den Verein verließ. Danach spielte Dias noch bei einigen unterklassigen Vereinen, im Jahr 2006 beendete er seine aktive Karriere.

### Nationalmannschaft
1992 absolvierte er ein Spiel bei der brasilianischen Nationalmannschaft, jedoch ohne einen Länderspieltreffer zu erzielen.